# Победнице европских првенстава у атлетици на отвореном — седмобој
Прво Европско првенство у атлетици на отвореном одржано је у Торину 1934. године, али све до Европског првенства 1950. у Бриселу у програму није било женског вишебоја. 1950. је уведен петобој у женској конкуренцији, који се одржавао све до 1978. и првенства у Прагу. Од  1982. и првенства у Атини, жене се такмиче у седмобоју. У следећој табели дат је преглед освајачица медаља у седмобоју на Европским првенствима на отвореном, са постигнутим резултатима који су изражени у укупном збиру скупљених поена у седам дисциплина седмобоја.

## Резултати освајачица медаља у седмобоју на Европским првенствима на отвореном
| Европско првенство      |                                    | Резултат  |                                                | Резултат |                                   | Резултат |
| Атина 1982. детаљи      | Рамона Нојберт Источна Немачка     | 6.622 РЕП | Сабине Мебијус Источна Немачка                 | 6.595    | Сабине Евертс Западна Немачка     | 6.420    |
| Штутгарт 1986. детаљи   | Анке Бемер Источна Немачка         | 6.717 РЕП | Наталија Шубенкова Совјетски Савез             | 6.645    | Џуди Симпсон Уједињено Краљевство | 6.623    |
| Сплит 1990. детаљи      | Сабине Браун Западна Немачка       | 6.688     | Хајке Тишлер Источна Немачка                   | 6.572    | Пеги Бер Источна Немачка          | 6.531    |
| Хелсинки 1994. детаљи   | Сабине Браун Немачка               | 6.419     | Рита Инанчи Мађарска                           | 6.404    | Урсула Влодарчик Пољска           | 6.322    |
| Будимпешта 1998. детаљи | Дениз Луиз Уједињено Краљевство    | 6.559     | Урсула Влодарчик Пољска                        | 6.460    | Наталија Сазановић · Белорусија   | 6.410    |
| Минхен 2002. детаљи     | Каролина Клифт Шведска             | 6.542     | Сабине Браун · Немачка                         | 6.434    | Наталија Сазановић Белорусија     | 6.341    |
| Гетеборг 2006. детаљи   | Каролина Клифт · Шведска           | 6.740 РЕП | Карин Рикштул Холандија                        | 6.423    | Лили Шварцкопф · Немачка          | 6.420    |
| Барселона 2010. детаљи  | Џесика Енис · Уједињено Краљевство | 6.823 РЕП | Наталија Добринска · Украјина                  | 6.778    | Џенифер Есер · Немачка            | 6.683    |
| Хелсинки 2012. детаљи   | Антоанет Нана Ђиму Ида · Француска | 6.544     | Лаура Икаунисе · Летонија                      | 6.335    | Аига Грабусте · Летонија          | 6.325    |
| Цирих 2014. детаљи      | Антоанет Нана Ђиму Ида · Француска | 6.551     | Надине Броерсен · Холандија                    | 6.498    | Нафисату Тијам · Белгија          | 6.423    |
| Амстердам 2016. детаљи  | Анук Фетер · Холандија             | 6.626     | Антоанет Нана Ђиму Ида · Француска             | 6.458    | Ивона Дадић · Аустрија            | 6.408    |
| Берлин 2018. детаљи     | Нафисату Тијам · Белгија           | 6.816     | Катарина Џонсон-Томпсон · Уједињено Краљевство | 6.759    | Каролин Шефер · Немачка           | 6.602    |
| Минхен 2022. детаљи     | Нафисату Тијам · Белгија           | 6.628     | Адриана Сулек · Пољска                         | 6.532    | Аник Келин · Швајцарска           | 6.515    |
| Рим 2024. детаљи        | Нафисату Тијам · Белгија           | 6.848 РЕП | Оријана Лазрак-Клас · Француска                | 6.635    | Нур Видс · Белгија                | 6.596    |
| Бирмингем 2026          |                                    |           |                                                |          |                                   |          |

Напомена:
1. ↑  Људмила Јосипенко (Украјина) била је другопласирана, али је накнадно дисквалификована због допинга.

## Биланс медаља
стање од ЕП 1982. до ЕП 2024.
|     | Земља                |    |    |    |    |
| --- | -------------------- | -- | -- | -- | -- |
| 1.  | Белгија              | 3  | 0  | 2  | 5  |
| 2.  | Источна Немачка      | 2  | 2  | 1  | 5  |
| 3.  | Француска            | 2  | 2  | 0  | 4  |
| 4.  | Уједињено Краљевство | 2  | 1  | 1  | 4  |
| 5.  | Шведска              | 2  | 0  | 0  | 2  |
| 6.  | Холандија            | 1  | 2  | 0  | 3  |
| 7.  | Немачка              | 1  | 1  | 3  | 5  |
| 8.  | Западна Немачка      | 1  | 0  | 1  | 2  |
| 9.  | Пољска               | 0  | 2  | 1  | 3  |
| 10. | Летонија             | 0  | 1  | 1  | 2  |
| 11. | Совјетски Савез      | 0  | 1  | 0  | 1  |
| 11. | Мађарска             | 0  | 1  | 0  | 1  |
| 11. | Украјина             | 0  | 1  | 0  | 1  |
| 14. | Белорусија           | 0  | 0  | 2  | 2  |
| 15. | Аустрија             | 0  | 0  | 1  | 1  |
| 15. | Швајцарска           | 0  | 0  | 1  | 1  |
|     | Укупно 16 земаља     | 14 | 14 | 14 | 42 |